# Heavy metal maskot
En heavy metal maskot er en maskot som et metalband bruger på tilbagevendende basis enten på deres covers, til livekoncerter eller begge dele.
Det kan meget vel være at tendensen blev udviklet fra de tidlige bands, hvoraf mange havde diverse symboler som bandet blev forbundet med (Black Sabbath brugte ofte kors til koncerter), samt udviklingen med at bands skulle have deres egen "skrifttype" (en tendens der er fortsat fra Black Sabbath's tid og videre til i dag).
En af de bedst kendte heavy metal maskotter er nok Iron Maidens "Eddie the Head", som har medvirket på stort set alle bandets albumcovers, samt til mange af deres koncerter.

## Liste over metalbands' maskotter
- Alister Fiend (Mötley Crüe)
- Captain Adrian (Running Wild)
- Zombien Eddie the Head (Iron Maiden)
- Fangface (Gamma Ray)
- Ridderen Hector (HammerFall)
- Knarrenheinz (Sodom)
- Manden med leen/"Roy"[1] (Children of Bodom)
- Set Abominae (Iced Earth)
- Snaggletooth (Motörhead)
- Vic Rattlehead (Megadeth)

## Fodnoter
1. ↑  "Encyclopaedia Metallum: Read more about Children of Bodom". Arkiveret fra originalen 22. december 2008. Hentet 18. juli 2007.